# Per Teodor Cleve
Per Teodor Cleve (ur. 10 lutego 1840, zm. 18 czerwca 1905 w Uppsali) – szwedzki chemik i geolog.

## Życiorys
Badał metale ziem rzadkich. W 1879 roku odkrył dwa nowe pierwiastki chemiczne z tej grupy: tul i holm. Ponadto w 1895 r., niezależnie od Williama Ramsaya i Morrisa Traversa, odkrył hel. Był profesorem Uniwersytetu w Uppsali.
Za swoje badania nad chemią metali ziem rzadkich otrzymał w 1894 roku Medal Davy’ego, nagrodę naukową przyznawaną przez Royal Society w Londynie.
Jego córką była Astrid Cleve, chemik i botanik, która jako pierwsza kobieta w Szwecji zdobyła tytuł doktora w dziedzinie nauk ścisłych. Jej mężem był laureat nagrody Nobla Hans von Euler-Chelpin. Noblistą był również wnuk Pera Cleve’a Ulf von Euler.